# 南曼兰省
南曼兰省（瑞典語：Södermanland län）位于瑞典东南海岸。它与斯德哥尔摩省、厄勒布鲁省、西曼兰省、乌普萨拉省和东约特兰省相邻，瀕波羅的海。人口290,711（2017年）。

## 市镇列表
- 埃斯基尔斯蒂纳市镇 - Eskilstuna
- 弗伦市镇 - Flen
- 格内斯塔市镇 - Gnesta
- 卡特琳娜霍尔姆市镇 - Katrineholm

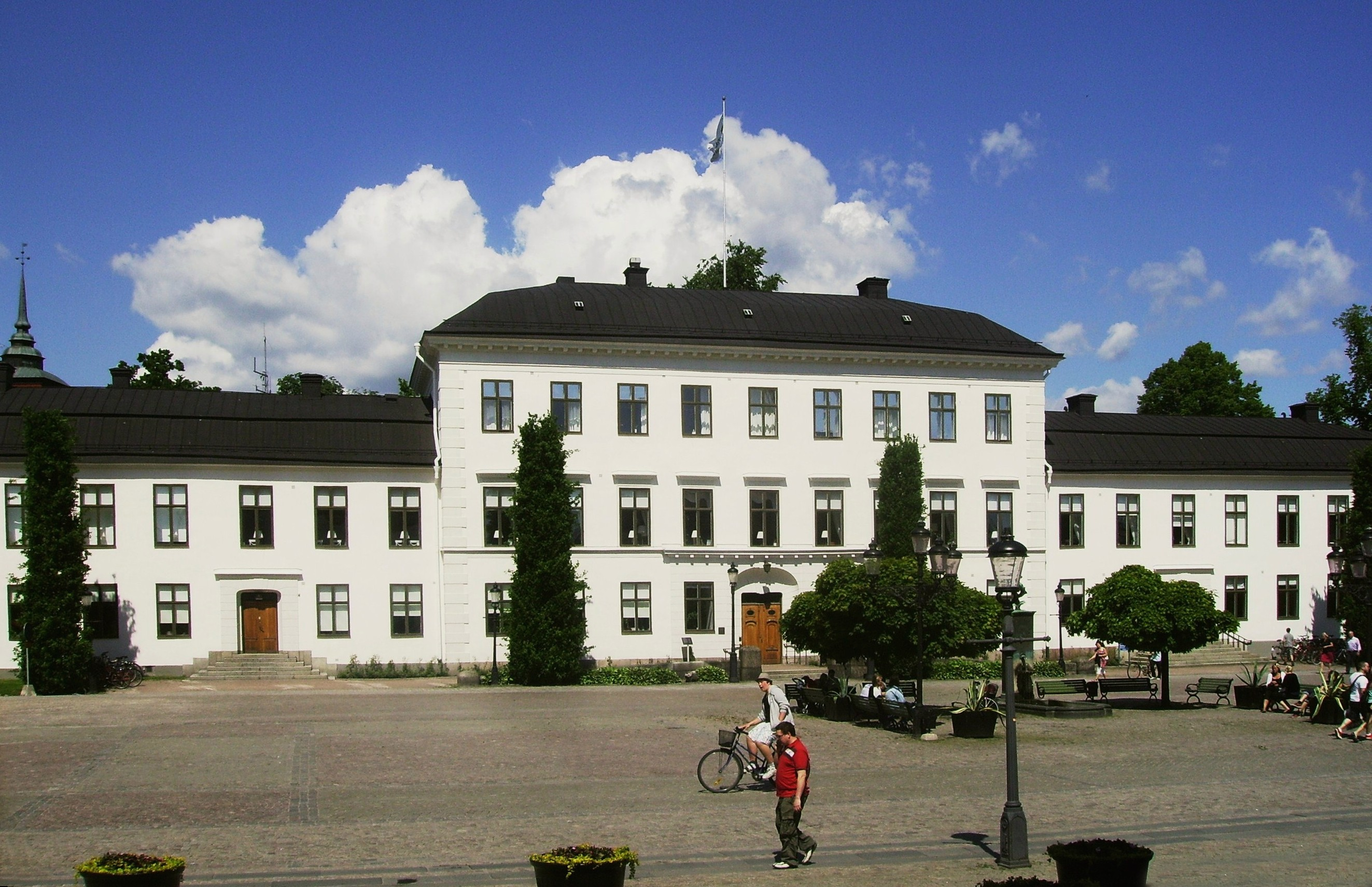

- 尼雪平市镇 - Nyköping
- 乌克瑟勒松德市镇 - Oxelösund
- 斯特兰奈斯市镇 - Strängnäs
- 特鲁萨市镇 - Trosa
- 温奥克市镇 - Vingåker